# Wladimir Petrowitsch Woronkow
Wladimir Petrowitsch Woronkow (russisch Владимир Петрович Воронков; * 20. März 1944 im Bezirk Komsolmolski, Tschuwaschische ASSR; † 25. September 2018) war ein sowjetischer Skilangläufer.

## Werdegang
Woronkow belegte bei den Svenska Skidspelen 1967 in Falun den dritten Platz mit der Staffel. Bei den Olympischen Winterspielen 1968 in Grenoble kam er auf den 22. Platz über 15 km, auf den 16. Rang über 50 km und jeweils auf den vierten Platz über 30 km und mit der Staffel. Im folgenden Jahr wurde er bei den Lahti Ski Games Zweiter im 50-km-Lauf. Bei den Nordischen Skiweltmeisterschaften 1970 in Vysoké Tatry holte er die Goldmedaille mit der Staffel. Im März 1971 siegte er bei den Lahti Ski Games über 15 km. Bei den Olympischen Winterspielen 1972 in Sapporo gewann er wie zwei Jahre zuvor die Goldmedaille mit der Staffel. Zudem errang er dort den 12. Platz über 15 km. Im selben Jahr triumphierte er bei den Svenska Skidspelen in Lycksele mit der Staffel. Bei sowjetischen Meisterschaften siegte er zweimal über 15 km (1970, 1971) und jeweils einmal mit der Staffel (1968), über 50 km (1970) und über 70 km (1971).